# Boulwando
Boulwando est une commune rurale située dans le département de Méguet de la province du Ganzourgou dans la région du Plateau-Central au Burkina Faso.

## Géographie
Boulwando est situé à environ 5 km à l'ouest de Méguet, le chef-lieu du département.

## Économie
Le village possède un marché.

## Santé et éducation
Le centre de soins le plus proche de Boulwando est le centre de santé et de promotion sociale (CSPS) de Méguet tandis que le centre médical avec antenne chirurgicale (CMA) se trouve à Zorgho.